# Rudolf Hoskowetz
Rudolf Hoskowetz (12 ottobre 1946) è un ex tennista austriaco.
Fu componente della squadra austriaca di Coppa Davis dal 1970 al 1972, con un bilancio di 4 sconfitte in altrettanti incontri disputati (una in singolare e tre in doppio).
In era open, vanta due vittorie e 4 sconfitte nel circuito maggiore. Il primo successo lo conseguì al primo turno del torneo di Kitzbühel del 1970, a spese dello statunitense Robert Stock, per poi essere eliminato al turno successivo dal cecoslovacco Jan Kodeš. L'altra vittoria risale all'edizione del 1973 del torneo di Kitzbühel, dove all'esordio eliminò l'australiano Colin Dibley e al secondo turno fu estromesso in due set dal romeno Ion Toriac.